# Nacionalismo japonês

Bandeira do Japão

O conceito de nacionalismo japonês, por vezes designado de imperialismo japonês (quando se relaciona com o passado recente do Japão, até a Segunda Guerra Mundial) refere-se a uma série de ideias patrióticas e nacionalistas que existiram no Japão.
No  período Meiji do Japão, a ideologia nacionalista consistia em uma mistura de nativas e importadas filosofias políticas, inicialmente desenvolvidas pelo governo para promover a unidade nacional e patriotismo, primeiro na defesa contra a colonização por potências ocidentais, e mais tarde na luta para alcançar a igualdade com as Grandes Potências. Ela evoluiu através dos períodos Taishō e Showa para justificar cada vez mais o totalitarismo e expansionismo do governo, e forneceu uma base política e ideológica para as ações dos militares japoneses, nos anos que antecederam a Segunda Guerra Mundial. 
Apesar de suas características distintivas (adoração Imperador e o caráter étnico-religioso do estado), o nacionalismo japonês se inspirou em ideologias semelhantes desenvolvidos no âmbito ocidental que implicava em doutrinas ultra-nacionalistas semelhantes às do fascismo. Tratava-se de uma combinação única e singular de elementos filosóficos, nacionalistas, culturais e religiosos.